# Brotjärnen (Norsjö socken, Västerbotten, 720245-165889)
Brotjärnen är en sjö i Norsjö kommun i Västerbotten och ingår i Umeälvens huvudavrinningsområde.